# Привілей

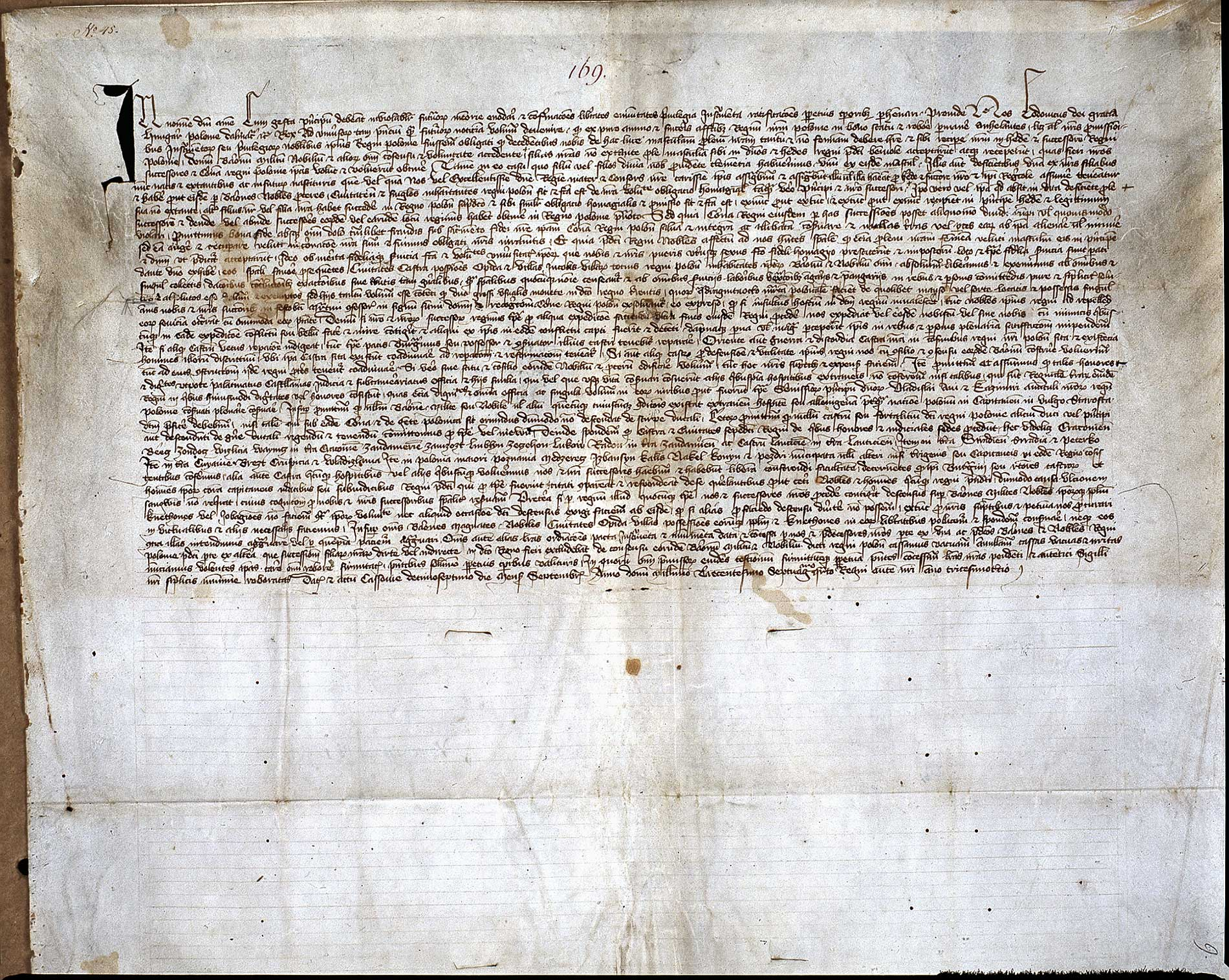
Кошицький привілей, 1374 рік

Привілей (також жалувана грамота; від лат. privilegium — спеціальний закон; пол. przywilej) — законодавчий акт в Королівстві Польському (з XII століття) і Великому князівстві Литовському (з кінця XIV століття), що являє собою даровану грамоту, дану монархом окремим особам, станам, етноконфесійним групам або землям.
За змістом привілеї ділилися на пільги, скарги та охоронні. У XIII столітті видавалися земські привілеї, що розповсюджувалися на всю шляхту. З ростом міст давалися привілеї окремим містам на магдебурзьке право. У XIV—XV століттях окремі земські привілеї називалися статутами.
Також у Великому князівстві Литовському видавалися окремі обласні привілеї.